# Decimus Burton

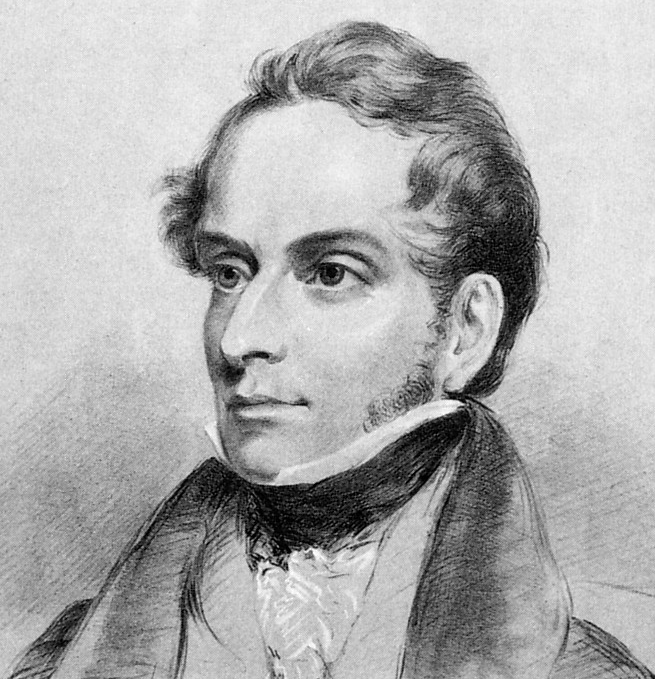
Decimus Burton.

Decimus Burton, född 30 september 1800 i Bloomsbury i London, död 14 december 1881 i Kensington i London, var en brittisk arkitekt. Han har bland annat utformat Hyde Park i London.